# 마블 vs. 캡콤 2: 뉴 에이지 오브 히어로즈
《마블 vs. 캡콤 2: 뉴 에이지 오브 히어로즈》는 캡콤이 제작한 2000년 크로스오버 대전 격투 게임이다. 《마블 vs. 캡콤》 시리즈 네 번째 작품으로 캡콤의 비디오 게임 시리즈와 마블 코믹스의 만화책의 인물들이 둘 다 등장한다. 세가 나오미 기판으로 제작돼 아케이드로 처음 발매됐으며 이후 가정용 플랫폼으로 이식됐다.
전작 《마블 vs. 캡콤: 클래시 오브 슈퍼 히어로즈》의 태그팀 게임플레이를 개량해 3대3 대전으로 진행된다. 캐릭터를 대전에서 실시간으로 호출하는 어시스트 시스템과 단순화한 버튼작동 등 다양한 구조적 조정이 이뤄졌다. 캐릭터는 2D 그래픽을 사용하고 배경 및 특수효과는 3D 그래픽인 2.5차원 그래픽을 채용했다.
출시 당시 언론으로부터 그래픽, 게임플레이와 출연진 구성으로 호평을 받았으나 음악과 일본 외 지역에서의 온라인 기능 부재로 비판을 받았다. 당시 드림캐스트,플레이스테이션 2 및 엑스박스로 이식됐다. 2009년에 플레이스테이션 3와 엑스박스 360로 이식됐다.

## 반응
발매 당시 《마블 vs. 캡콤: 뉴 에이지 오브 히어로즈》는 긍정적인 평가를 받았다.

### 내용주
1. ↑  영어: Marvel vs. Capcom 2: New Age of Heroes, 일본어: マーヴル VS. カプコン 2 ニュー エイジ オブ ヒーローズ

### 참조주
1. ↑  “Capcom: News”. 2001년 4월 19일. 2001년 4월 19일에 원본 문서에서 보존된 문서. 2023년 4월 21일에 확인함.
2. ↑  “Marvel vs. Capcom 2 for Dreamcast”. 《GameRankings》. CBS Interactive. 2019년 12월 9일에 원본 문서에서 보존된 문서. 2015년 6월 18일에 확인함.
3. ↑  “Marvel vs. Capcom 2 for PlayStation 2”. 《GameRankings》. CBS Interactive. 2019년 12월 9일에 원본 문서에서 보존된 문서. 2015년 6월 18일에 확인함.
4. ↑  “Marvel vs. Capcom 2 for Xbox”. 《GameRankings》. CBS Interactive. 2019년 12월 9일에 원본 문서에서 보존된 문서. 2015년 6월 18일에 확인함.
5. ↑  “Marvel vs. Capcom 2 for Dreamcast Reviews”. 《Metacritic》. CBS Interactive. 2015년 8월 12일에 원본 문서에서 보존된 문서. 2015년 6월 18일에 확인함.
6. ↑  “Marvel vs. Capcom 2 for PlayStation 2 Reviews”. 《Metacritic》. CBS Interactive. 2015년 4월 30일에 원본 문서에서 보존된 문서. 2015년 6월 18일에 확인함.
7. ↑  “Marvel vs. Capcom 2 for Xbox Reviews”. 《Metacritic》. CBS Interactive. 2014년 11월 17일에 원본 문서에서 보존된 문서. 2015년 6월 18일에 확인함.
8. ↑  “Marvel vs. Capcom 2 for Xbox 360 Reviews”. 《Metacritic》. CBS Interactive. 2015년 12월 14일에 원본 문서에서 보존된 문서. 2015년 6월 18일에 확인함.
9. ↑  “Marvel vs. Capcom 2 for PlayStation 3 Reviews”. 《Metacritic》. CBS Interactive. 2015년 6월 2일에 원본 문서에서 보존된 문서. 2015년 6월 18일에 확인함.
10. ↑  “Marvel vs. Capcom 2 for iPhone/iPad Reviews”. 《Metacritic》. CBS Interactive. 2015년 7월 15일에 원본 문서에서 보존된 문서. 2015년 6월 18일에 확인함.
11. ↑  Cantler, Topher; Holmes, Jonathan (2009년 7월 31일). “Review: Marvel vs. Capcom 2”. Destructoid. 2017년 3월 11일에 원본 문서에서 보존된 문서. 2015년 6월 20일에 확인함.
12. ↑  Taylor, Martin (2002년 12월 26일). “Marvel vs. Capcom 2”. 《Eurogamer》. 2016년 3월 4일에 원본 문서에서 보존된 문서. 2015년 6월 18일에 확인함.
13. ↑  “Marvel vs. Capcom 2 Review”. Game Revolution. 2000년 6월 1일. 2015년 9월 8일에 원본 문서에서 보존된 문서. 2015년 6월 13일에 확인함.
14. ↑  Gerstmann, Jeff (2000년 5월 31일). “Marvel vs. Capcom 2 Review”. GameSpot. 2019년 1월 20일에 원본 문서에서 보존된 문서. 2015년 6월 17일에 확인함.
15. ↑  Gantayat, Anoop (2000년 6월 29일). “Marvel vs Capcom 2: New Age of Heroes”. IGN. 2017년 2월 2일에 원본 문서에서 보존된 문서. 2015년 6월 12일에 확인함.
16. ↑  Dunham, Jeremy (2002년 11월 18일). “Marvel vs. Capcom 2”. IGN. 2017년 10월 23일에 원본 문서에서 보존된 문서. 2015년 6월 16일에 확인함.
17. ↑  Boulding, Aaron (2003년 4월 1일). “Marvel vs Capcom 2 Review”. IGN. 2017년 10월 23일에 원본 문서에서 보존된 문서. 2015년 6월 16일에 확인함.
18. ↑  Fischer, Blake (July 2000). “Finals”. 《Next Generation》. 3권 7호 (Imagine Media). 91쪽.
19. ↑  Yin-Poole, Wesley (2009년 7월 29일). “MvC2 Review”. VideoGamer.com. 2016년 3월 4일에 원본 문서에서 보존된 문서. 2015년 6월 20일에 확인함.
20. ↑  Nelson, Jared (2012년 4월 27일). “'Marvel Vs. Capcom 2' Review – A Lackluster Port of a Classic but Still a Fun Novelty”. 《TouchArcade》. 2019년 2월 24일에 원본 문서에서 보존된 문서. 2019년 3월 5일에 확인함.